# Coprococcus ammoniilyticus
Coprococcus ammoniilyticus es una especie de bacteria grampositiva del género Coprococcus. Fue descrita en el año 2022. Su etimología hace referencia a degradación de amoníaco.  Es anaerobia estricta. Produce acetato y propionato. Tiene un contenido de G+C de 41%. Se ha aislado de heces humanas.